# Santiago Giraldo
Santiago Giraldo Salazar (Pereira, 27 novembre 1987) è un ex tennista colombiano.

## Biografia
Professionista dal 2006, ha raggiunto il suo più alto ranking in singolare il 30 settembre 2014, con la 28ª posizione, mentre nel doppio ha raggiunto il 147º posto il 20 luglio 2009. Tra i risultati che gli hanno consentito l'ascesa in singolare nella stagione 2014, vi è a fine aprile la finale al torneo ATP 500 di Barcellona, in cui perde 6-2 6-2 dall'emergente Nishikori dopo aver superato i quotati Fognini, Kohlschreiber e Almagro. La conferma del suo stato di forma avviene nel torneo successivo, l'ATP 1000 di Madrid, dove supera a sorpresa Tsonga e il numero 8 del mondo Murray, prima vittoria in carriera contro un top ten, perdendo ai quarti contro Bautista Agut. Annuncia il suo ritiro il 6 ottobre 2020.

## Statistiche

### Singolare

#### Finali perse (2)
| Legenda singolare      |
| Grande Slam            |
| ATP World Tour Finals  |
| ATP Masters 1000       |
| ATP World Tour 500 (1) |
| ATP World Tour 250 (1) |

| Numero | Data            | Torneo                     | Superficie  | Avversario in finale | Punteggio        |
| 1.     | 6 febbraio 2011 | Chile Open, Viña del Mar   | Terra rossa | Tommy Robredo        | 2-6, 6-2, 6(5)–7 |
| 2.     | 27 aprile 2014  | Barcelona Open, Barcellona | Terra rossa | Kei Nishikori        | 2-6, 2-6         |

### Doppio

#### Finali perse (1)
| Legenda doppio         |
| Grande Slam            |
| ATP World Tour Finals  |
| ATP Masters 1000       |
| ATP World Tour 500 (0) |
| ATP World Tour 250 (1) |

| Numero | Data           | Torneo                    | Superficie  | Compagno     | Avversari in finale          | Punteggio   |
| 1.     | 22 luglio 2012 | Swiss Open Gstaad, Gstaad | Terra rossa | Robert Farah | Marcel Granollers Marc López | 4–6, 6(9)–7 |

### Tornei minori

#### Singolare

##### Vittorie (14)
| Legenda tornei minori |
| Challengers (11)      |
| Futures (3)           |

| Numero | Data            | Torneo                                                        | Superficie  | Avversario in finale | Punteggio        |
| 1.     | 3 ottobre 2005  | Colombia F6, Medellín                                         | Terra rossa | Luciano Vitullo      | 2-6, 6-4, 7-5    |
| 2.     | 1º maggio 2006  | Colombia F3, Manizales                                        | Terra rossa | Carlos Salamanca     | 6-4, 6-2         |
| 3.     | 19 giugno 2006  | Brazil F6, Sorocaba                                           | Terra rossa | Eduardo Portal       | 7–6(6), 6-2      |
| 4.     | 23 luglio 2006  | Seguros Bolivar Open Bogotá 2006, Bogotà                      | Terra rossa | Bruno Echagaray      | 6-3, 1-6, 6-2    |
| 5.     | 18 marzo 2007   | Bancolombia Open 2007, Bogotà                                 | Terra rossa | Flávio Saretta       | 7–6(4), 6-2      |
| 6.     | 14 ottobre 2007 | Challenger ATP Club Premium Open 2007, Quito                  | Terra rossa | Giovanni Lapentti    | 7–6(4), 6-4      |
| 7.     | 8 giugno 2008   | Schickedanz Open 2008, Furth                                  | Terra rossa | Daniel Köllerer      | 6-1, 6-3         |
| 8.     | 17 gennaio 2009 | Challenger Salinas 2009, Salinas                              | Cemento     | Michael Russell      | 6-3, 6-2         |
| 9.     | 14 aprile 2009  | San Luis Potosí Challenger 2009, San Luis Potosí              | Terra rossa | Paolo Lorenzi        | 6-2, 63-7, 6-2   |
| 10.    | 14 ottobre 2009 | Natomas Men's Professional Tennis Tournament 2009, Sacramento | Cemento     | Jesse Levine         | 7–6(4), 6-1      |
| 11.    | 18 aprile 2010  | Open Pereira 2010, Pereira                                    | Terra rossa | Paolo Lorenzi        | 6-3, 6-3         |
| 12.    | 31 marzo 2013   | Open Pereira 2013, Pereira                                    | Terra rossa | Paul Capdeville      | 6-2, 6-4         |
| 13.    | luglio 2016     | Prague Open, Praga                                            | Terra rossa | Uladzimir Ihnacik    | 6–4, 3-6, 7–6(2) |
| 14.    | ottobre 2016    | Fairfield Challenger, Fairfield                               | Cemento     | Quentin Halys        | 4-6, 6-4, 6-2    |

##### Finali perse (9)
| Legenda tornei minori |
| Challengers (8)       |
| Futures (1)           |

| Numero | Data             | Torneo                                           | Superficie  | Avversario in finale   | Punteggio           |
| 1.     | 12 giugno 2006   | Brazil F5, Sorocaba                              | Terra rossa | Rogério Dutra da Silva | 4-6, 1-6            |
| 2.     | 15 ottobre 2006  | Seguros Bolivar Open Medellin 2006, Medellín     | Terra rossa | Chris Guccione         | 6(4)–7, 6(4)–7      |
| 3.     | 7 aprile 2007    | San Luis Potosí Challenger 2007, San Luis Potosí | Terra rossa | Fernando Vicente       | 3-6, 3-6            |
| 4.     | 21 ottobre 2007  | Copa Petrobras Bogotá 2007, Bogotà               | Terra rossa | Marcos Daniel          | 6(3)–7, 4-6         |
| 5.     | 15 novembre 2009 | Challenger Ciudad de Guayaquil 2009, Guayaquil   | Terra rossa | Nicolás Lapentti       | 2-6, 6-2, 6(4)–7    |
| 6.     | 6 febbraio 2011  | Movistar Open 2011, Santiago del Cile            | Terra rossa | Tommy Robredo          | 2-6, 6-2, 6(5)–7    |
| 7.     | 16 luglio 2012   | Open Seguros Bolívar 2012, Bogotà                | Terra rossa | Alejandro Falla        | 5-7, 3-6            |
| 8.     | luglio 2013      | Internazionali di Tennis dell'Umbria, Todi       | Terra rossa | Pere Riba              | 6(5)–7, 6–2, 6(6)–7 |
| 9.     | ottobre 2016     | , Las Vegas Tennis Open, Las Vegas               | Cemento     | Samuel Groth           | 6(4)–7, 6-4, 7-5    |

## Risultati in progressione
| Sigla | Risultato               |
| ----- | ----------------------- |
| V     | Vincitore               |
| F     | Finalista               |
| SF    | Semifinalista           |
| O     | Oro olimpico            |
| A     | Argento olimpico        |
| SF    | Bronzo olimpico         |
| QF    | Quarti di Finale        |
| 4T    | Quarto turno            |
| 3T    | Terzo turno             |
| 2T    | Secondo turno           |
| 1T    | Primo turno             |
| RR    | Round Robin             |
| LQ    | Turno di qualificazione |
| A     | Assente                 |
| ND    | Non disputato           |

| Legenda superfici    |
| -------------------- |
| Cemento              |
| Terra battuta        |
| Erba                 |
| Superficie variabile |

### Singolare
| Tornei Grande Slam         |     |     |               |               |               |     |               |               |               |     |               |               |               |               |       |
| Australian Open, Melbourne | Q1  | A   | A             | 2T            | 2T            | 2T  | 1T            | 1T            | 2T            | 2T  | 1T            | A             | A             | A             | 5-8   |
| Open di Francia, Parigi    | 1T  | 1T  | 1T            | 1T            | 1T            | 3T  | 1T            | 1T            | 2T            | 1T  | 1T            | 2T            | Q3            | A             | 4-12  |
| Wimbledon, Londra          | Q2  | A   | Q1            | 1T            | 1T            | 1T  | 2T            | 3T            | 3T            | 1T  | Q1            | Q1            | Q1            | ND            | 4-7   |
| US Open, New York          | Q1  | Q1  | Q2            | 1T            | 1T            | 1T  | 1T            | 1T            | 1T            | Q3  | 2T            | Q2            | 1T            | A             | 1-8   |
| Vittorie-Sconfitte         | 0-1 | 0-1 | 0-1           | 1-4           | 1-4           | 3-4 | 1-4           | 2-4           | 3-4           | 1-3 | 1-3           | 1-1           | 0-1           | 0-0           | 14-35 |
| Nazionale                  |     |     |               |               |               |     |               |               |               |     |               |               |               |               |       |
| Giochi Olimpici            | ND  | A   | Non disputati | Non disputati | Non disputati | 2T  | Non disputati | Non disputati | Non disputati | A   | Non disputati | Non disputati | Non disputati | Non disputati | 1-1   |
| Vittorie-Sconfitte         | ND  | 0-0 | Non disputati | Non disputati | Non disputati | 1-1 | Non disputati | Non disputati | Non disputati | 0-0 | Non disputati | Non disputati | Non disputati | Non disputati | 1-1   |

### Doppio
| Tornei Grande Slam         |     |     |               |               |               |     |               |               |               |     |               |               |               |               |      |
| Australian Open, Melbourne | A   | A   | A             | 1T            | 1T            | 1T  | 1T            | 1T            | 2T            | 1T  | A             | A             | A             | A             | 1-7  |
| Open di Francia, Parigi    | A   | A   | A             | 1T            | 1T            | 1T  | A             | 1T            | 2T            | A   | A             | A             | A             | A             | 1-5  |
| Wimbledon, Londra          | A   | A   | A             | 1T            | 1T            | A   | 1T            | 1T            | 1T            | A   | A             | A             | A             | ND            | 0-5  |
| US Open, New York          | A   | A   | A             | 1T            | 1T            | A   | A             | 2T            | 2T            | A   | A             | A             | A             | A             | 2-4  |
| Vittorie-Sconfitte         | 0-0 | 0-0 | 0-0           | 0-4           | 0-4           | 0-2 | 0-2           | 1-4           | 3-4           | 0-1 | 0-0           | 0-0           | 0-0           | 0-0           | 4-21 |
| Nazionale                  |     |     |               |               |               |     |               |               |               |     |               |               |               |               |      |
| Giochi Olimpici            | ND  | A   | Non disputati | Non disputati | Non disputati | 1T  | Non disputati | Non disputati | Non disputati | A   | Non disputati | Non disputati | Non disputati | Non disputati | 0-1  |
| Vittorie-Sconfitte         | ND  | 0-0 | Non disputati | Non disputati | Non disputati | 0-1 | Non disputati | Non disputati | Non disputati | 0-0 | Non disputati | Non disputati | Non disputati | Non disputati | 0-1  |